# Пенсберг (Пенсилванија)
Пенсберг (енгл. Pennsburg) град је у америчкој савезној држави Пенсилванија.

## Демографија
По попису из 2010. године број становника је 3.843, што је 1.111 (40,7%) становника више него 2000. године.
| Група             | 2000.         | 2010.         |
| Белци             | 2.632 (96,3%) | 3.363 (87,5%) |
| Афроамериканци    | 22 (0,8%)     | 78 (2,0%)     |
| Азијати           | 13 (0,5%)     | 201 (5,2%)    |
| Хиспаноамериканци | 44 (1,6%)     | 159 (4,1%)    |
| Укупно            | 2.732         | 3.843         |